# The Weaker Sex (film 1917)
The Weaker Sex è un film muto del 1917 diretto da Raymond B. West.

## Trama
Brillante avvocato, Ruth Tilden colpisce con il suo talento il procuratore distrettuale John Harding che finisce per innamorarsi di lei, chiedendole di sposarlo. Dopo le nozze, però, Harding preferisce che la moglie lasci la professione per dedicarsi alla famiglia. Jack, il figlio di Harding, viene accusato dell'omicidio di Annette Loti, una ballerina di cui era stato l'amante. Il vero assassino è Raoul Bozen che, geloso di Jack, lo ha incastrato con la sua testimonianza. John, come procuratore, è costretto a perseguire il proprio figlio ma Ruth, assumendosene la difesa, riesce a dimostrare l'innocenza del giovane, facendo confessare il vero colpevole.

## Produzione
Il film fu prodotto dalla Kay-Bee Pictures e dalla New York Motion Picture.

## Distribuzione
Distribuito dalla Triangle Distributing, il film uscì nelle sale cinematografiche degli Stati Uniti il 7 gennaio 1917.
Nel 1919, ne venne fatta una riedizione che, negli Stati Uniti, fu distribuita il 2 novembre. La Société des Films Eclipse lo distribuì nel 1919 in Francia con il titolo Le Sexe faible.